# ГЕС Montahut
ГЕС Montahutt — гідроелектростанція на південному сході Франції. І водосховище, і машинний зал цієї дериваційної ГЕС знаходяться на території регіонального природного парку О'Лангедок.
Накопичення ресурсу для роботи станції відбувається на південному сході Центрального масиву у сточищі річки Агу (ліва притока Тарну, який, своєю чергою, є правою притокою Гаронни). Для цього на Вебре (права притока Агу) створене водосховище Laouzas площею поверхні 2,8 км2 та об'ємом 45 млн м3, яке утримує аркова бетонна гребля висотою 52 метри, довжиною 245 метрів, товщиною від 2,5 до 10,5 метра. При тому що Вебре належить до басейну Біскайської затоки, накопичена у сховищі вода подається в південно-східному напрямку через водороздільний хребет до долини річки Жор, правої притоки Орбу, який впадає у Середземне море. На початку дериваційного тунелю до нього також надходить ресурс, захоплений невеличкою греблею Fraisse на згаданій вище річці Агу.
Машинний зал станції споруджений у підземному виконанні та обладнаний двома турбінами типу Пелтон потужністю по 50 МВт. При напорі у 620 метрів це забезпечує річне виробництво на рівні 235 млн кВт·год електроенергії.
Відпрацьована вода по тунелю відводиться у Жор.